# Odenplan

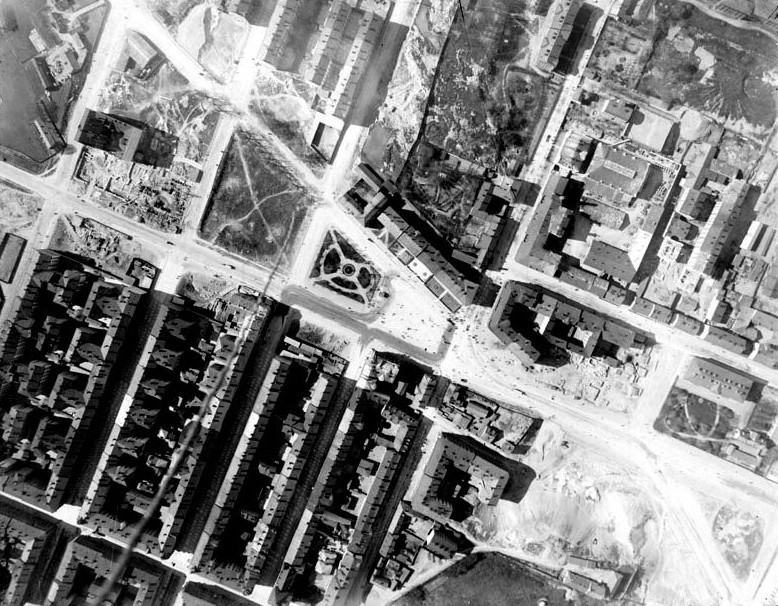
Lodfoto från förankrad ballong på 300 meters höjd. Foto: Oscar Halldin, 1898.

Odenplan är ett triangulärt torg i stadsdelen Vasastaden i Stockholms innerstad. Det är en knutpunkt för lokaltrafik i Vasastan med entré till tunnelbanestationen Odenplan och från 2017, pendeltågsstationen Stockholm Odenplan, samt många busshållplatser. Odenplan saknar gatuadresser, dessa hänförs i stället till de omgivande gatorna Odengatan, Karlbergsvägen och Upplandsgatan. Odenplan fick sitt nuvarande namn 1926.

## Odenplans historia

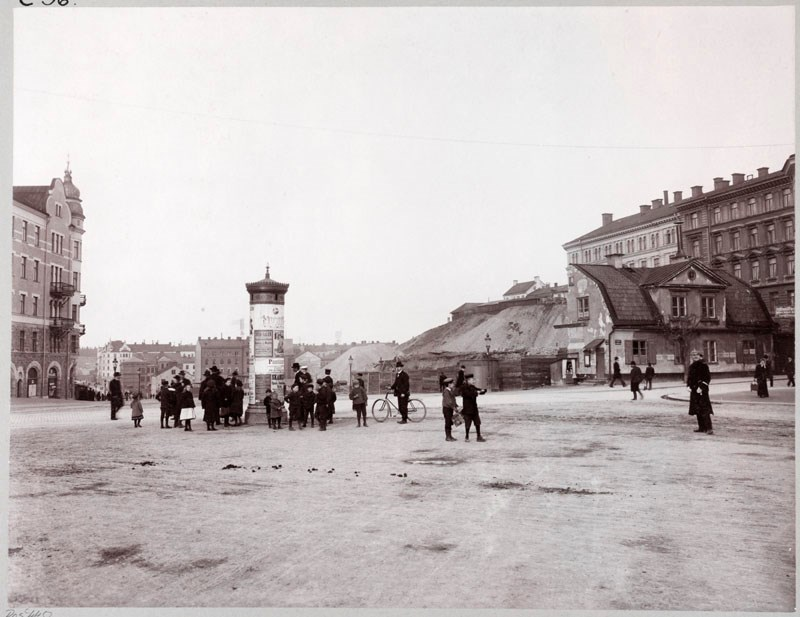
Odenplan år 1902.

Området kring Odenplan var från början en del av landsbygden med låg beväxning innan man bestämde sig för att bygga ut Stockholm. Gatorna som ringar in Odenplan är främst Odengatan och Karlbergsvägen. Odengatan fick sitt officiella namn år 1885 som var en del i Lindhagenplanen men var dock tänkt att heta Rörstrandboulevarden. I området kring Odenplan uppförde man flera stora hyreshus. Gamla trähus revs för att ge plats åt nya moderna stenhöghus. Många av de husen som byggdes under den här tiden finns kvar än idag, vilket gör att Odenplan ser sig likt ut cirka 100 år senare. Eftersom Odenplan under den här tiden tillhörde utkanten av staden fanns inga spårvagnar eller bilar här. Det vanligaste sättet att transportera sig var antingen att gå, häst och vagn eller med cykel. Precis vid Odenplan byggdes en enorm kyrka vid namn Gustav Vasa kyrka. Kyrkan är ritad av Agi Lindegren. Gustav Vasa kyrka invigdes år 1906 och med 1 500 sittplatser var det Stockholms största kyrkor. Odenplan fick sitt officiella namn år 1921 eftersom man ansåg att namnet redan användes av många och var i bruk. Därav fick platsen behålla namnet Odenplan och planer på att byta namn fanns inte. När tunnelbanan skulle byggas ansågs det att Odenplan låg i utkanten av staden och att tunnelbanan skulle finnas i Vasastaden var därför inte helt uppenbart eftersom man menade att det tog för lång tid och blev en omväg för resenärerna. Dock fick Vasastaden och Odenplan sin tunnelbanan till slut och den invigdes år 1952.

## Kända byggnader och annat

### Stadsbiblioteket

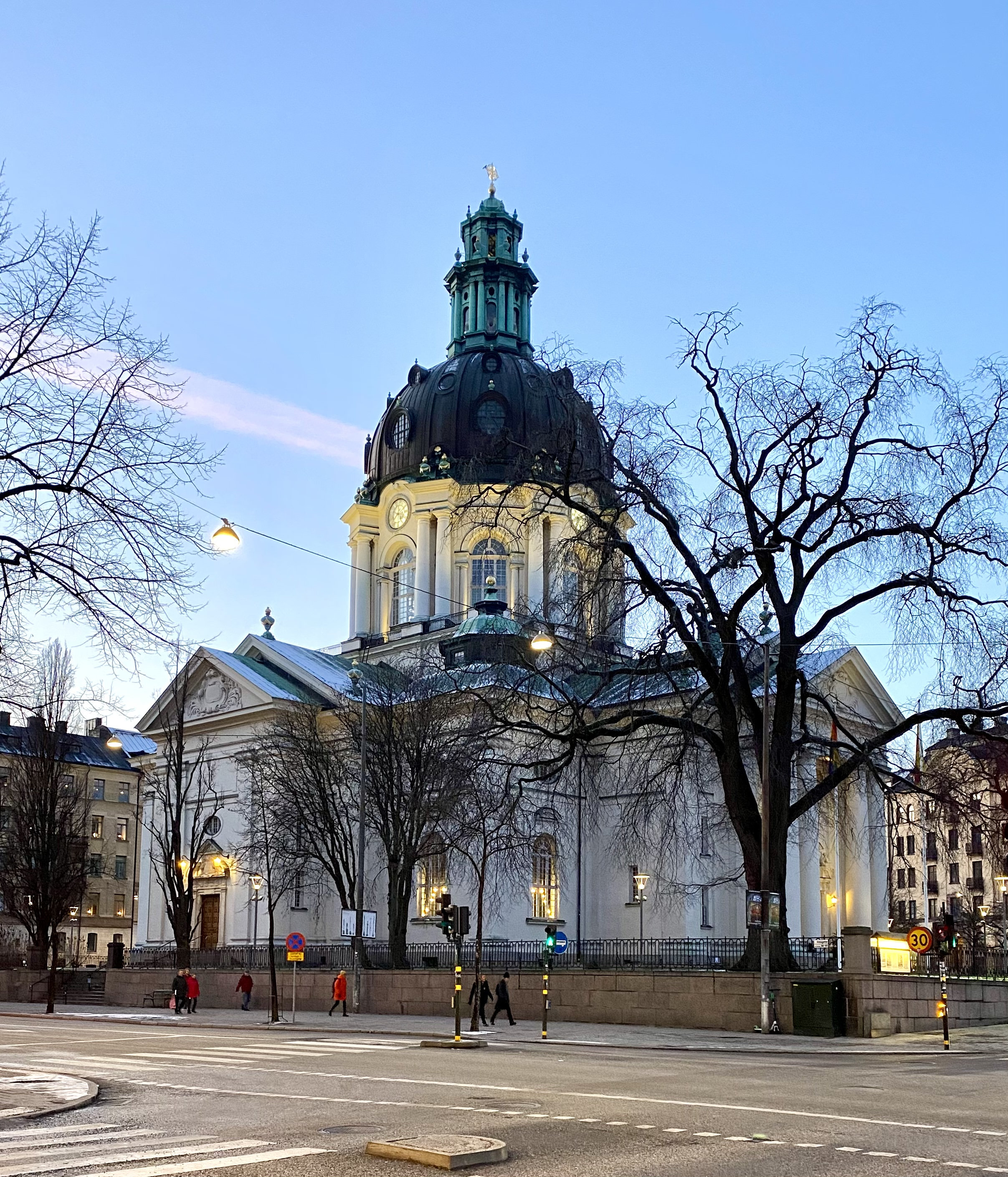
Gustaf Vasa kyrka.

Stadsbiblioteket är en av Vasastadens kändaste byggnader. Biblioteket är ritat av arkitekten Gunnar Asplund och öppnades år 1928. Stadsbiblioteket blev en stor höjdpunkt och en avslutning på en nyklassisk tid inom arkitekturen. Biblioteket är byggd på geometriska former och kuben som omsluter cylindern. Den 24 meter höga rotundan, cylindern, i kärnan omges av fyra lägre och kortare rektangulära fastigheter. Dessa är ihopkopplade tillsammans med längor eller flyglar. Stadsbiblioteket har en enkel fasad, vilket var vanligt i den nordiska 20-tals arkitekturen. Dock också inspirerad av nyantiken. Ytterväggarna är kalkputsade över tegelmurar. Stadsbibliotekets huvudentré är en stor och mäktig trappa ned mot Sveavägen. Trappan är en åsnetrappa, vilket kännetecknas av långa trappsteg och är mycket bred. Nedanför biblioteket finns det terrasser med olika butiker under. I stadsbiblioteket och i dess huvudsal ryms över 40 000 olika böcker.

### Gustaf Vasa kyrka
En annan känd byggnad i Vasastaden är Gustaf Vasa kyrka som ligger mitt på Odenplan. Gustaf Vasa kyrka byggdes när församlingen Adolf Fredrik splittrades år 1906. Den 10 juni 1906 invigdes den nya kyrkan i Vasastaden. Det var flera olika arkitekter som var intresserade av att rita Gustaf Vasa kyrka. Den personen som till slut fick rita kyrkan var Agi Lindegrens som brukade rita slott i vanliga fall. Lindegrens hade idéer om en kyrka i italiensk nybarock stil som det också till slut blev. Den enorma kupolen som är över 60 meter hög ansågs vara mycket pampig. Gustaf Vasa kyrka blev och är en av de största församlingskyrkorna som finns i Stockholm.

### Observatoriet
Stockholms gamla Observatorium byggdes av Kungliga Vetenskapsakademien år 1753. Det är en av få institutionsbyggnader som byggdes under upplysningen som finns kvar än idag. Carl Hårleman var den person som var arkitekten av Observatoriet. Den verksamhet som bedrevs i Observatoriet var främst forskning inom astronomi, geografi och meteorologi. Senare flyttades astronomin till Saltsjöbaden år 1931 och Observatoriet blev en geografisk institution.

### Annat
Strax söder om platsen för den nuvarande kyrkan anlade Peter Jonas Bergius 1759 en botanisk trädgård som fick namnet Bergielund. 1885 flyttades Bergielund till Frescati norr om innerstaden och gavs då namnet Bergianska trädgården.
Runt Odenplan finns också den höga kontorsbyggnaden Läkarhuset Odenplan som sticker ut på grund av byggnadens höjd. Det är den högsta byggnaden i området. Omkring 300 meter ostnordost om Odenplan ligger Stockholms stadsbibliotek, med huvudentré vid korsningen av Odengatan och Sveavägen. Den 23 augusti 2016 invigdes Stockholm innerstads första cykelgarage på Odenplan.

## I populärkultur
En helikopter störtade ner i uppgången till en underjordisk toalett på Odenplan under en scen i Bo Widerbergs film Mannen på taket från 1976.
År 2009 släppte rapparen Mange Schmidt sitt fjärde album med namnet Odenplan, Stockholm 1988.

## Galleri

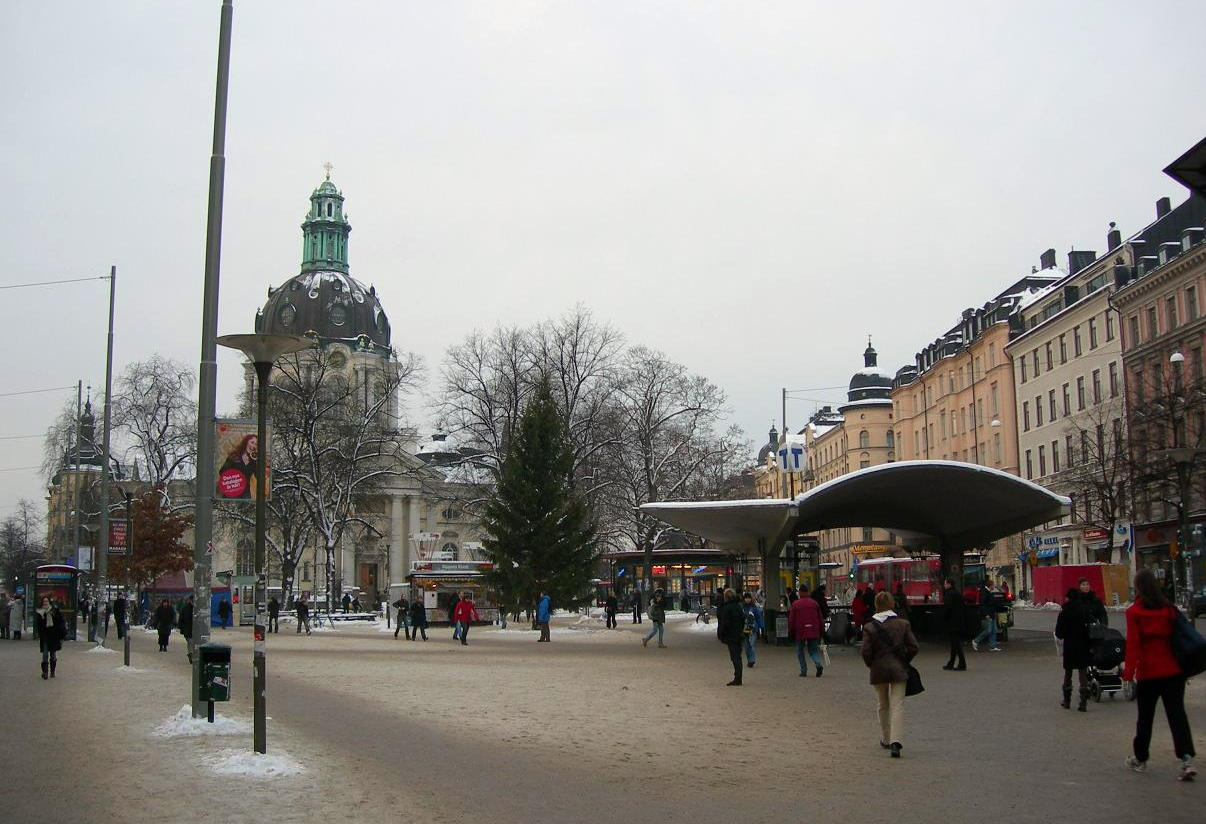
Odenplan, januari 2006. Gustaf Vasa kyrka syns i bakgrunden.
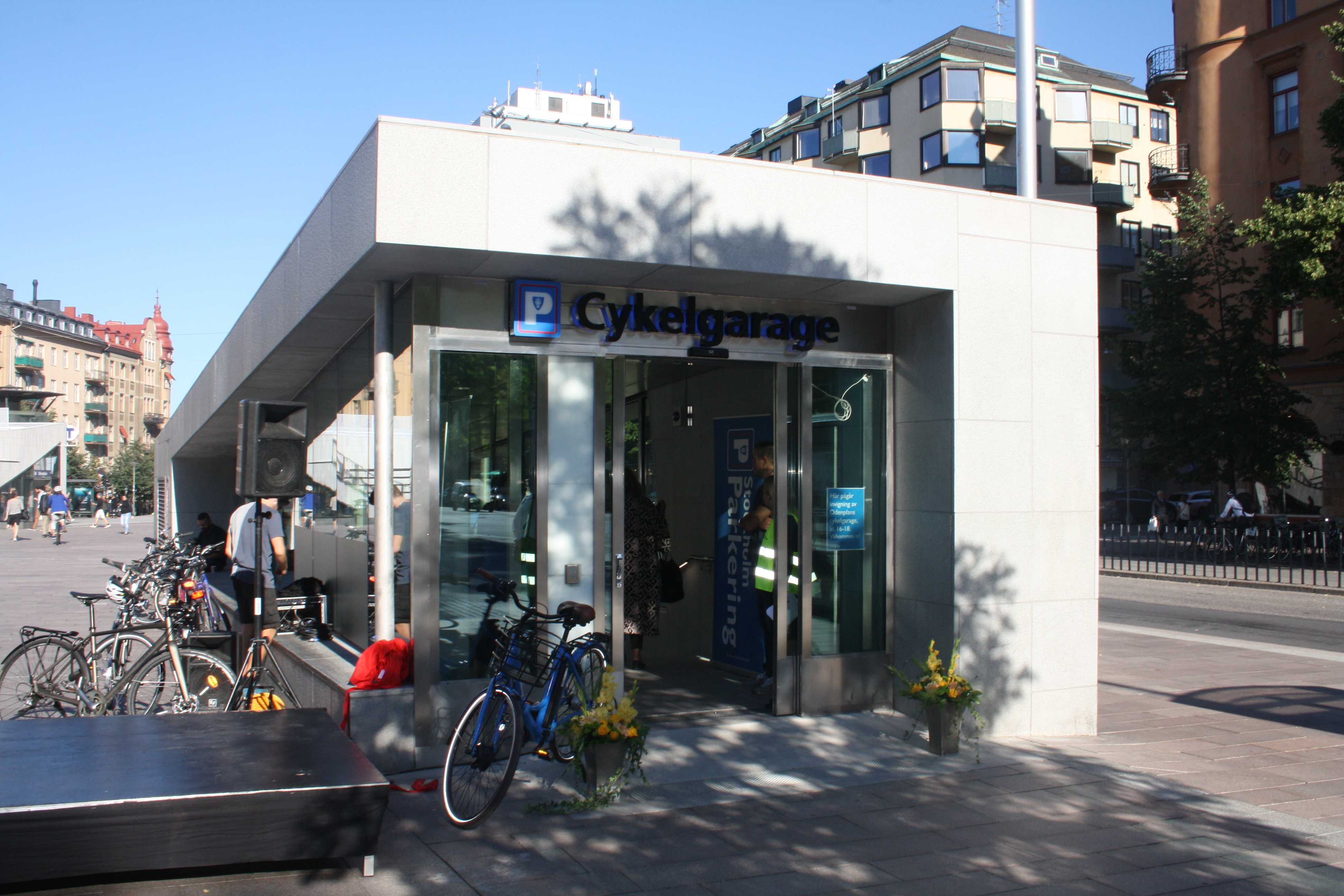
Cykelgaraget, augusti 2016.
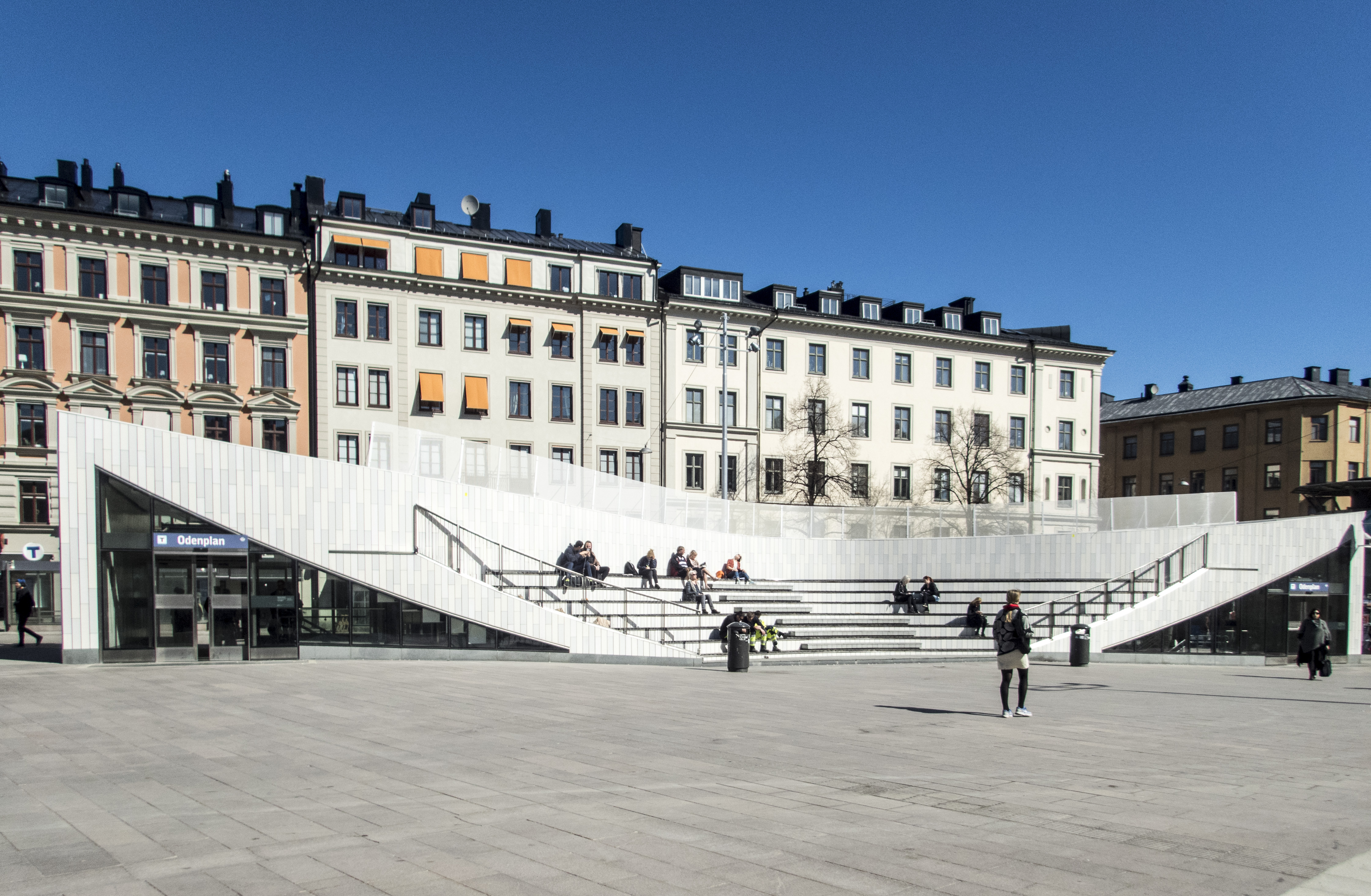
Odenplan, maj 2017.
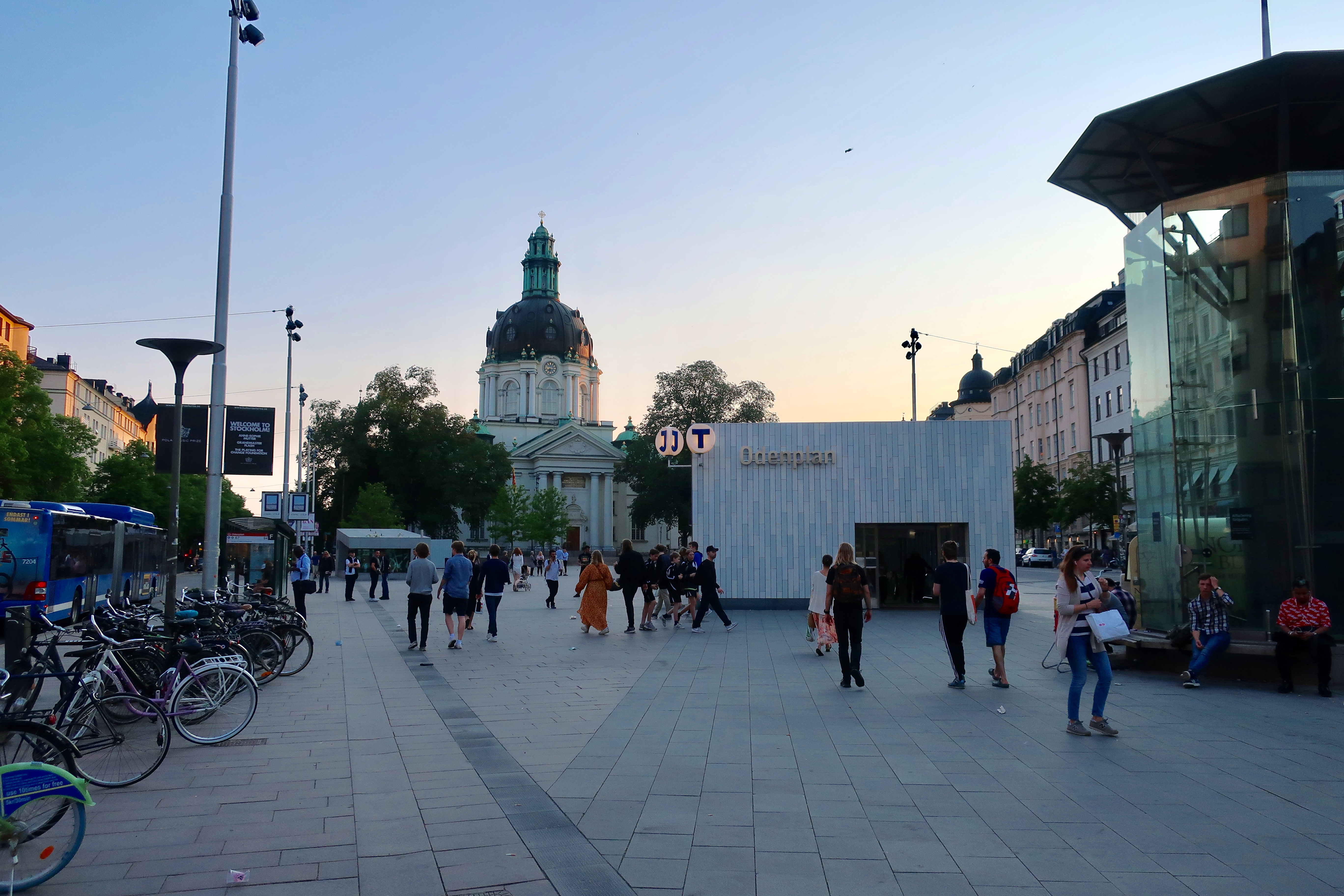
Odenplan, juni 2019.
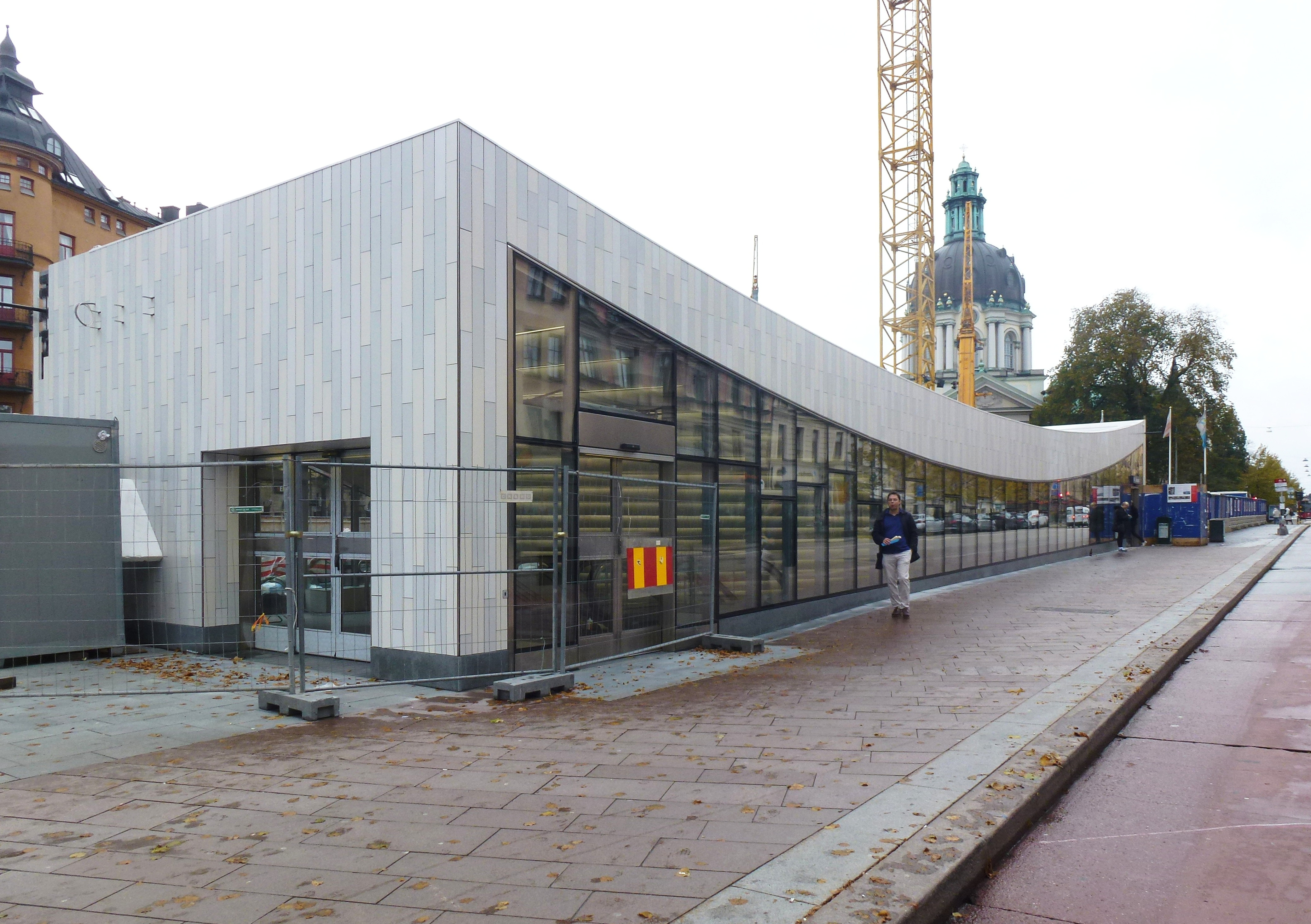
Station Odenplan okt 2014.
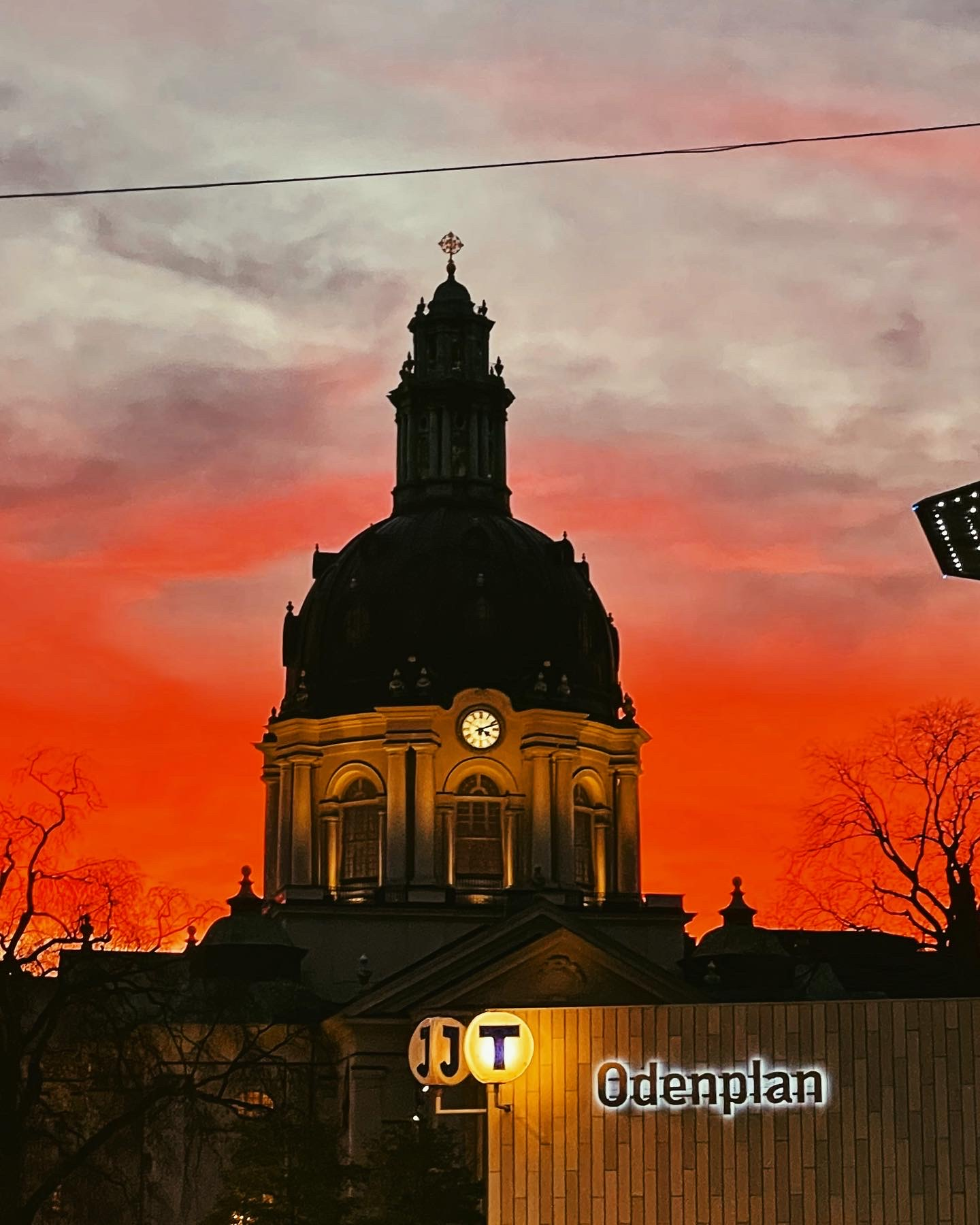
Odenplan station nov 2020.